# Santa Bárbara (Potosí)
Santa Bárbara (auch: Chorolque) ist eine Landstadt im Departamento Potosí im Hochland des südamerikanischen Anden-Staates Bolivien.

## Lage
Santa Bárbara ist die bevölkerungsreichste Stadt im Municipio Atocha in der Provinz Sur Chichas, vor der Provinzhauptstadt Atocha. Die Stadt liegt auf einer Höhe von 4774 m am Fuß des Cerro Chorolque, eines 5552 m hohen Berges, der reich an Erzvorkommen von Zinn, Wismut, Silber, Gold und Kupfer ist und durch die "Mina Chorolque" von verschiedenen Seiten her ausgebeutet wird.

## Geographie
Santa Bárbara liegt auf dem bolivianischen Altiplano in den nördlichen Ausläufern der Anden-Gebirgskette der Cordillera de Lípez. Das Klima in dieser Region ist semiarid und durch ein deutliches Tageszeitenklima gekennzeichnet.
Die mittlere Durchschnittstemperatur der Region liegt bei etwa 5 °C (siehe Klimadiagramm Santa Bárbara) und schwankt nur unwesentlich zwischen 0 °C im Juli und 7–8 °C von November bis März. Der Jahresniederschlag beträgt niedrige 220 mm, wobei die Monate April bis Oktober nahezu niederschlagsfrei sind. Nur von November bis März fallen nennenswerte Niederschläge, mit einem Maximum von 50 bis 60 mm Monatsniederschlag im Januar und Februar.

## Verkehrsnetz
Santa Bárbara liegt in einer Entfernung von 334 Straßenkilometern südlich von Potosí, der Hauptstadt des gleichnamigen Departamentos.
Von Potosí aus führt die Nationalstraße Ruta 5 in südwestlicher Richtung 208 Kilometer bis Uyuni, von dort die Ruta 21 über weitere 96 Kilometer in Richtung Südosten bis Atocha. Vier Kilometer südlich von Atocha zweigt eine unbefestigte Landstraße in östlicher Richtung ab, deren Endpunkt nach 26 Kilometern die Stadt Santa Bárbara und der Cerro Chorolque sind.

## Bevölkerung
Die Einwohnerzahl der Ortschaft ist in den vergangenen zwei Jahrzehnten leicht rückläufig:
| Jahr | Einwohner | Quelle       |
| ---- | --------- | ------------ |
| 1992 | 2536      | Volkszählung |
| 2001 | 2505      | Volkszählung |
| 2012 | 2221      | Volkszählung |
| 2024 |           | Volkszählung |

Die Region weist einen hohen Anteil an Quechua-Bevölkerung auf, im Municipio Atocha sprechen 60,1 Prozent der Bevölkerung Quechua.